# Év E-sportolója díj
Az Év E-sportolója díj 2014 óta évről évre kerül átadásra Magyarországon. Odaítélése arra a mintára épült, mellyel a klasszikus versenyszámokat űző sportolókat díjazzák. Szervezője és lebonyolítója az Esportmilla Egyesület. Az év e-sportolója versenyben indulhat minden magyar és/vagy külföldi csapatban játszó magyar játékos nemtől, kortól függetlenül. A közösségi jelöltek közül egy zárt szakmai plénum kiválaszt kategóriánként három jelöltet, melyek közül egy válogatott szakmai zsűri, amelynek tagjai a nagyobb e-sport-közösségek vezetői, gamer újságírók, gamer rendezvények szervezői, valamint gamer youtuberek (kizáró ok, ha valaki maga is jelölt) megszavazza az év e-sportolóit, castereit, valamint ugyanezen javaslatok alapján, versenyszámonként minimum három jelölttel, meghirdetik a lehető legtöbb fórumon az év e-sportolója közönségszavazást az év e-sportolója és castere közönségdíjra is.

## Nevezés

### A kiválasztás menete
A jelöltek nevezése kérdőív kitöltésével lehetséges, melynek során a javaslatot tevő részletesen kifejti miért jelöli az általa preferált jelöltet. Ebből a közel 300 fős jelölésből a szavazatok (60%) és egyéb szakmai szempontok (40%) alapján egy zárt szakértői csapat megalkotja a kategóriánként min. 3, max. 5 fős short listet.

### Zsűri
Az e-sport hazai szcénájának képviselőiből összeállított min. 15, max. 31 fős zsűri, miután a jelöltekről minden lehetséges anyagot megkapott, egy kérdőív segítségével leadja szavazataikat.

## Kategóriák
- Az év e-sportolója csapat MOBA kategória
- Az év e-sportolója csapat FPS kategória kategória
- Az év e-sportolója csapat Sportszimuláció kategória
- Az év e-sportolója játékos Sportszimuláció kategória
- Az év e-sportolója játékos Szimulátorsport kategória

- Az év e-sportolója játékos FPS kategória
- Az év e-sportolója játékos MOBA kategória
- Az év e-sportolója játékos RTS/kártyajáték
- Az év szakmai vezetője
- Az év e-sport szervezete
- Az év edzője
- Az év felfedezettje
- Az év e-sportolója különdíj
- Életműdíj / a Magyar E-sportért díj
- Az év e-sportolója közönségdíj játékos
- Az év e-sportolója közönségdíj kommentátor
- Az év e-sport-kommentátora
- Az év offline eseménye
- Az év online eseménye

## Az eddigi díjazottak

### 2014 (PlayIT Karácsony 2014)[1]
| Kategória      | Nyertes                                     | Jelölt                     | Jelölt                     |
| -------------- | ------------------------------------------- | -------------------------- | -------------------------- |
| Az Év Játékosa | Kiss "Vizicsacsi" Tamás (League of Legends) | Sebestyén "david2k6" Dávid | Bea "Flash" Viktor (CS:GO) |

#### 2015 (2016 Esport Festival március)
| Kategória                                | Nyertes                                     | Jelölt                                            | Jelölt                                     |
| ---------------------------------------- | ------------------------------------------- | ------------------------------------------------- | ------------------------------------------ |
| Az Év MOBA Játékosa                      | Kiss "Vizicsacsi" Tamás (League of Legends) | Molnár "Holocarantus" Zoltán (Heros of The Storm) | Konti "Konti" Schrauf (Heros of The Storm) |
| Az Év FPS Játékosa                       | Málovics "Gabesson" Gábor (CS:GO)           | Horeczki "Horec" Dávid (Battlefield 4)            | Bea "FLASH" Viktor (CS:GO)                 |
| Az Év MOBA Csapata                       | Docler Myrmidon (DOTA2)                     | Wonder Stag e-sports (League of Legends)          | Kepsz Lokk Híróz (Heros of The Storm)      |
| Az Év FPS Csapata                        | VOLGARE (CS:GO)                             | HUN4CE (Battlefield 4)                            | Knockoutstars (CS:GO)                      |
| Az Év Játékosa (egyéb játékkategóriában) | Szakács "MrScheff" Tibor (World of Tanks)   | FIFA15 Virtual Pro Club válogatott                | Fotta "Salastro" Pál (Hearthstone)         |
| Az Év Szakkommentátora (szakmai díj)     | Debreczeni "tZeus" Péter (DOTA2)            | Német "Pierce"Ákos (League of Legends)            | Retkes "Spray" Patrik (CS:GO)              |
| Az Év Szakommentátora (közönségdíj)      | Németh "Pierce" Ákos (League of Legends)    | -                                                 | -                                          |
| Életmű díj                               | Czibóka „CFC” Tamás (ESL) - posztmusz díj   | Fekete "JaB-en" Zsombor                           | Stark "mozgócélpont" Zoltán                |
| Az ÉV Játékosa (közönségdíj)             | Kiss "Vizicsacsi" Tamás (League of Legends) | -                                                 | -                                          |

### 2016 (2017 Budapest PlayIT április)[2]
| Kategória                                | Nyertes                                                    | Jelölt                                           | Jelölt                                   |
| ---------------------------------------- | ---------------------------------------------------------- | ------------------------------------------------ | ---------------------------------------- |
| Az Év MOBA Játékosa                      | Biró "hi im mate" Máté (League of Legends)                 | Kiss "Vizicsacsi" Tamás (League of Legends)      | -                                        |
| Az Év FPS Játékosa                       | Böröcz "Deadfox" Bence (CS:GO)                             | Bea "Flash" Viktor (CS:GO)                       | Keszeli "nylon" Nikolett (CS:GO)         |
| Az Év Játékosa (egyéb játékkategóriában) | Péntek "Zenborne" Dávid (Smite)                            | Penha Felizardo "PenhaDani" Dániel (Hearthstone) | Wagner "kajzoo" Erik (World of Tanks)    |
| Az Év MOBA Csapata                       | Team Horizon Reapers (League of Legends)                   | WiLD Cooler.Master (League of Legends)           | Wonder Stag e-Sports (League of Legends) |
| Az Év Szakkommentátora (szakmai díj)     | Német "Pierce" Ákos (League of Legends)                    | Békés "Darcigh" Márton (League of Legends)       | Bíró "Hemi" Tamás (CS:GO)                |
| Az Év Menedzsere/Edzője                  | Fenyvesi "The Minimalist" Gábor (Vitality)                 | Halász "Ganican" Norbert (Team Horizon Reapers)  | Németh Roland (Wonder Stag e-Sports)     |
| Az Év Újságírója/Média                   | Hodozsán Dániel (Esport1)                                  | Balogh Réka (Queens of Game / Heti Esport Hírek) | Dömös Zsuzsanna (Origo.hu)               |
| Életmű díj                               | Pálfy "Bone DaDDy" Tamás (WiLD Cooler.Master / Esport1 TV) | Török "KODIAK" Balázs (Ex-CS:GO játékos)         | Sólyom "Sanci" Balázs                    |
| Posztumusz Emlékdíj                      | Biller "Vudumen" Bálint László (CS:GO)                     | -                                                | -                                        |
| Az Év Játékosa (közönségdíj)             | Kiss "Vizicsacsi" Tamás (League of Legends)                | -                                                | -                                        |
| Az Év Szakkommentátora (közönségdíj)     | Német "Pierce" Ákos (League of Legends)                    | -                                                | -                                        |

### 2017 (2018 V4 Future Sports Fest)[3]
| Kategória                            | Nyertes                                                   | Jelölt                                            | Jelölt                                   | Jelölt                                         |
| ------------------------------------ | --------------------------------------------------------- | ------------------------------------------------- | ---------------------------------------- | ---------------------------------------------- |
| Az Év MOBA Játékosa                  | Subicz "bluerzor" Dániel (League of Legends)              | Kiss "Vizicsacsi" Tamás (League of Legends)       | Tóth "Kubu" Viktor (League of Legends)   | -                                              |
| Az Év MOBA Csapata                   | WiLD by Lagardère Sports (League of Legends)              | RIFT Esports (League of Legends)                  | Team Horizon Reapers (League of Legends) | Afterglow (League of Legends)                  |
| Az Év FPS Játékosa                   | Bigány "Raisy" Dániel (Quake)                             | Böröcz "Deadfox" Bence (CS:GO)                    | Kont "Konti" Schrauf (PUBG)              | -                                              |
| Az Év FPS Csapata                    | Nice Gaming (CS:GO)                                       | Wonder Stag e-Sports (Overwatch)                  | Gameagents (CS:GO)                       | -                                              |
| Az Év menedzsere                     | Pálfy "Bone DaDDy" Tamás (WiLD by Lagardère Sports)       | Halász "Genican" Norbert (Team Horizon Reapers)   | Győri "Flagby" Attila (Nice Gaming)      | -                                              |
| Az Év Szakkommentátora               | Debreceni "Tzeus" Péter (FIFA, NHL, Overwatch)            | Békés "Darcigh" Márton (League of Legends)        | Oláh "Oroberto" Róbert (CS:GO)           | Biró "Hemi" Tamás (CS:GO)                      |
| Az Év Médiafelülete                  | Esport1                                                   | Gamer.hu                                          | The War Room                             | Esport Magazin                                 |
| Életműdíj                            | Biró "Drang" Balázs (Esport1 / Esportmilla)               | Kis "Bazsowicz" Balázs (Meex Agent / Esportmilla) | Török "KODIAK" Balázs (Ex-CS:GO játékos) | Baka "Newzoo" Béla (ICL / Infinity Esport Bár) |
| Különdíj kategória                   | Andrejkovics Zoltán (Láthatatlan játék c. könyv szerzője) | Aranyi "Westen" Tamás (Heroes of The Storm)       | Bányai Fanni (Esport pszichológus)       | PlayIT Show (Gamer és IT rendezvény)           |
| Az Év Játékosa (közönségdíj)         | Kont "Konti" Schrauf (PUBG)                               | -                                                 | -                                        | -                                              |
| Az Év Szakkommentátora (közönségdíj) | Békés "Darcigh" Márton (League of Legends)                | -                                                 | -                                        | -                                              |

### 2018 (PlayIT 2019. június)[4]
| Kategória                            | Nyertes                                          | Jelölt                                        | Jelölt                                     | Jelölt                                              |
| ------------------------------------ | ------------------------------------------------ | --------------------------------------------- | ------------------------------------------ | --------------------------------------------------- |
| Az Év MOBA Játékosa                  | Subicz "bluerzor" Dániel (League of Legends)     | Tóth "Kubu" Viktor (League of Legends)        | Török "meight" Máté (League of Legends)    | -                                                   |
| Az Év RTS/Kártya játékosa            | Penha Felizardo "PenhaDani" Dániel (Hearthstone) | Balázs "Hulkeinstein" Sebestyén (Hearthstone) | Kalenics" EXIGO" Máté (Hearthstone)        | -                                                   |
| Az Év FPS Játékosa                   | Bigány "Raisy" Dániel (Quake)                    | Böröcz "Deadfox" Bence (CS:GO)                | Mérész "SirBoss" Ferenc (Rainbow Six 6)    | -                                                   |
| Az Év E-sport Csapata                | Nice Gaming (FIFA)                               | WiLD by Lagardère Sports (League of Legends)  | MTK (FIFA)                                 | -                                                   |
| Az Év menedzsere/edzője              | Riczy "NoizR" Dániel                             | Nádudvari "Robág" Gábor (LvLUP Esports)       | Kászonyi Bence (RIFT ESPORTS)              | Pálfy "Bone DaDDy" Tamás (WiLD by Lagardère Sports) |
| Az Év Szakkommentátora               | Kárpáti András (League of Legends)               | Debreczeni "TZeus" Péter (FIFA, R6, DOTA2)    | Bíró "Hemi" Tamás (CS:GO)                  | Lengyel "Draulon" Balázs (CS:GO)                    |
| Az Év E-sport Sport játékosa         | Bereznay Dániel (F1 szimulátor)                  | Molnár "Molnargabo" Gábor (FIFA)              | Szirtesi "Gabinho" Gábor (FIFA)            | -                                                   |
| Különdíj kategória                   | Bányai Fanni (Esport pszichológus)               | Zöld Donát (streamer)                         | Rab Árpád (jövőkutató)                     | Mikó Lóránt (League of Legends)                     |
| Életműdíj                            | Török "KODIAK" Balázs (Ex-CS:GO játékos)         | -                                             | -                                          | -                                                   |
| Az Év Játékosa (közönségdíj)         | Kiss "Vizicsacsi" Tamás (League of Legends)      | Böröcz "Deadfox" Bence (CS:GO)                | Bigány "Raisy" Dániel (Quake)              | -                                                   |
| Az Év Felfedezettje                  | Bereznay Dániel (F1 szimulátor)                  | Szirtesi "Gabinho" Gábor (FIFA)               | Paksai "Paresz" Bálint (League of Legends) | -                                                   |
| Az Év Szakkommentátora (közönségdíj) | Kárpáti András (League of Legends)               | Debreczeni "TZeus" Péter (FIFA, R6, DOTA2)    | Bíró "Hemi" Tamás (CS:GO)                  | -                                                   |